# Município de Scioto (condado de Pike, Ohio)
O município de Scioto (em inglês: Scioto Township) é um município localizado no condado de Pike no estado estadounidense de Ohio. No ano de 2010 tinha uma população de 1.267 habitantes e uma densidade populacional de 19,63 pessoas por km².

## Geografia
O município de Scioto encontra-se localizado nas coordenadas 38° 59′ 41″ N, 82° 59′ 54″ O. Segundo o Departamento do Censo dos Estados Unidos, o município tem uma superfície total de 64.55 km², da qual 63,45 km² correspondem a terra firme e (1,71 %) 1,11 km² é água.

## Demografia
Segundo o censo de 2010, tinha 1.267 habitantes residindo no município de Scioto. A densidade populacional era de 19,63 hab./km². Dos 1.267 habitantes, o município de Scioto estava composto pelo 96,84 % brancos, o 0,63 % eram afroamericanos, o 0,24 % eram amerindios e o 2,29 % eram de uma mistura de raças. Do total da população o 1,26 % eram hispanos ou latinos de qualquer raça.